# 6149 Pelčák
A 6149 Pelcak (ideiglenes jelöléssel 1979 SS) a Naprendszer kisbolygóövében található aszteroida. Antonín Mrkos fedezte fel 1979. szeptember 25-én.